# Ryparosa kostermansii
Ryparosa kostermansii är en tvåhjärtbladig växtart som beskrevs av Herman Otto Sleumer. Ryparosa kostermansii ingår i släktet Ryparosa och familjen Achariaceae. Inga underarter finns listade i Catalogue of Life.